# Endicott Peabody
Endicott Peabody, född 15 februari 1920 i Lawrence, Massachusetts, död 1 december 1997 i Hollis, New Hampshire, var en amerikansk demokratisk politiker. Han var Massachusetts guvernör 1963–1965.
Peabody utexaminerades 1942 från Harvard University, deltog i andra världskriget i USA:s flotta och avlade 1948 juristexamen vid Harvard Law School.
Peabody efterträdde 1963 John A. Volpe som guvernör och efterträddes 1965 av företrädaren Volpe. Peabody hade besegrat ämbetsinnehavaren Volpe i guvernörsvalet 1962. Under Peabodys tid som guvernör beslutades det om en förlängning av guvernörens mandatperiod från två till fyra år. Peabody själv kandiderade till en längre mandatperiod men besegrades redan i demokraternas primärval.
Peabody avled 1997 och gravsattes på Town Cemetery i Groton.